# Арарад (вестник)
Арарад (на арменски: Արարատ Օրաթերթ) е ливански ежедневник и официален орган на Социалдемократическа партия „Хунчакян“. Главен редактор на вестника е Ани Йепремян (от 2012 г.).